# Князів Острозьких, 30
Судовий двір (будівля Печерського управління поліції) — колишня садиба і прибутковий будинок Києво-Печерської лаври. Розташований на вулиці Князів Острозьких, 30, у Києві.
На будівлі поліції є мурал, створений американською вуличною художницею.

## Історія ділянки

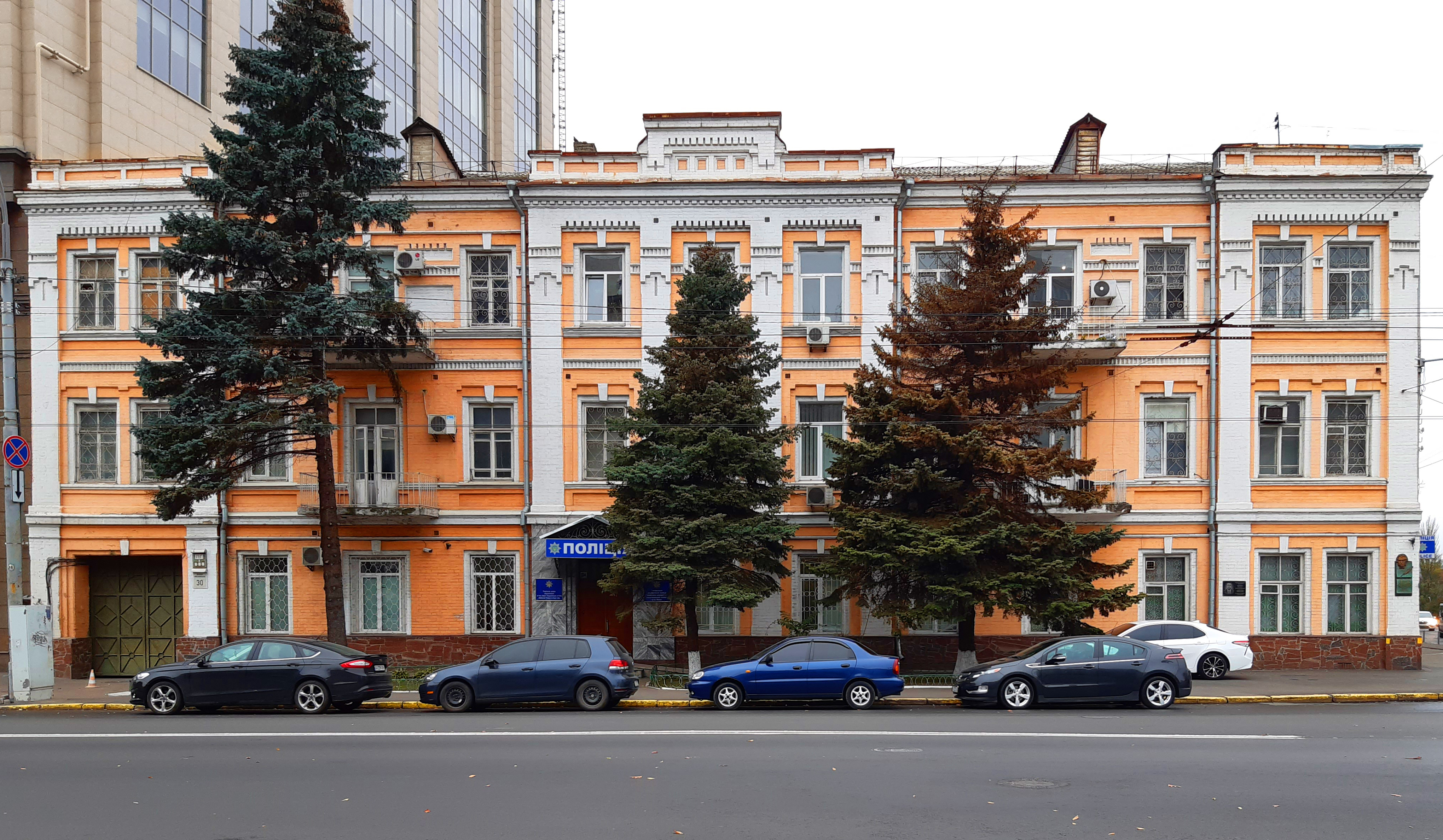
Фасад

Садиба «Судовий двір» з XVIII століття належала Києво-Печерській лаврі. Упродовж 1803—1805 років за проєктом архітектора Андрія Меленського звели прибутковий будинок, дерев'яну споруду на цегляному цокольному поверсі. У ньому влаштували «Зелений трактир з нумерами» («Зелений готель»), названий так, імовірно, за зелений дах і кахляні грубки. У першій половині ХІХ століття він був ледь не найкращим у Києві. Тут зупинялись видатні діячі, як-от Євген Гребінка, Тарас Шевченко, який згадав про готель у повісті «Близнюки», та інші.

Меморіальна дошка Євгену Гребінці

Меморіальна дошка майорові Дмитрові Цуркану, загиблому у російсько-українській війні

Наприкінці ХІХ сторіччя старі споруди розібрали, а 1897 року на їхньому місці за проєктом архітектора Володимира Ніколаєва звели новий комплекс із трьох цегляних будівель: головної кам'яниці, флігеля і службового будинку. Частину приміщень винаймали контори. Так, перший і другий поверхи зайняло Печерське поштово-телеграфне відділення.
Головна кам'яниця і флігель здавали під житло. З 1911 року квартиру № 2 (імовірно, у флігелі) винаймав для своєї родини Дмитро Меньшов (1855—1918), генерал артилерії, відомий тоді військовий історик Києва. 1917 року перейшов на службу до українського війська. Обіймав посаду гарматного отамана. Був членом Генерального військового штабу. 29 грудня 1917 року його смертельно поранили солдати-більшовики. 1918 року від ран помер. Його поховали на Аскольдовій Могилі.
До початку 1920-х років тут мешкала донька Меньшова Наталія Полонська-Василенко (1884—1973), історик, археолог, одна з провідних представниць державницької школи в українській історіографії, авторка майже 200 наукових праць у царині історії Запоріжжя та Південної України, доктор історичних наук від 1940 року, член Київського товариства старожитностей і мистецтв, дійсний член Наукового товариства імені Шевченка, академік Української вільної академії наук і Міжнародної академії наук у Парижі. У сучасній українській традиції входить до переліку найвідоміших жінок давньої та сучасної України.
1918 року головний будинок зазнав значних пошкоджень. Восени 1919 року денікінці розмістили тут Печерську частину міської державної варти. Тоді ж відновили будівлю.
Близько 1922 року радянська влада націоналізувала будинок. Садибу передали Печерському районному відділенню міліції. У 1950-х роках райвідділ зайняв флігель. Службовий корпус пристосували під гараж.
Станом на 2021 рік будівлі займає Печерське управління поліції Головного управління Національної поліції у Києві.
14 жовтня 2019 року на будівлі встановили меморіальну дошку співробітникові Печерського райуправління поліції, майорові Дмитрові Цуркану, який загинув 29 серпня 2014 року в ході боїв під Іловайськом під час Російсько-українській війні.

## Мурал

«Підвестися з бруду» (2017)

22 листопада 2017 року на будівлі Управління поліції Печерського району з'явився мурал «Підвестися з бруду». Його створила американська художниця з Нью-Йорка BKFoxx. Вона воліє залишатись анонімною. Відомо, що нік склала зі своїх ініціалів BK і слова Fox, тобто лисиця, яка є її талісманом. Оскільки в Instagram вже було таке ім'я, довелось додати ще одну літеру «x». BKFoxx малює фотореалістичні мурали лише аерозольною фарбою, без пензлів і трафаретів. Починає працювати з концепції, потім робить ескіз, фотографує його і далі наносить зображення на стіну. Художниця прагне створити якісні, потужні мурали, щоб спонукати глядача до роздумів. Їй подобається думка, що мистецтво має існувати тимчасово, допоки воно актуальне.
В одному з інтерв'ю художниця на запитання, де у світі вона б хотіла малювати, відповіла:
|  | «Я б дуже хотіла повернутися до Києва. Я відчула там любов.» Оригінальний текст (англ.) I really would like to go back to Kyiv. I felt the love there. |

BKFoxx розпочала роботу 28 жовтня і попри дощову погоду завершила за 25 днів, використавши 700 балончиків фарби. За словами куратора проєкту Гео Лероса, це — перша в світі офіційно розмальована стрит-артом поліцейська дільниця.
На муралі зображений чоловік у берцях, який стоїть на одному коліні. Він розгрібає бруд навколо ромашки, щоб допомогти їй прорости зі сміття. Художниця прокоментувала, що на сюжет її надихнула пісня гурту «Voxtrot» «Rise Up in the Dirt» («Підвестися (піднятися) з бруду»), де є такі слова: «Я можу бути квіткою, піднятися із бруду» («англ. I can be a flower, rise up in the dirt»). Як пояснила BKFoxx, її твір про надію, а також про зусилля, працю і боротьбу, завдяки яким найкрасивіші і найдобріші речі можуть підвестися навіть у найскромніших місцях.
У листопаді 2017 року видання «Streetart.Today» включило мурал «Підвестися з бруду» до семи найкращих муралів місяця.